# Eupantotheria
De Eupantotheria zijn een groep van uitgestorven zoogdieren (voorheen Pantotheria) uit het Mesozoïcum. Kenmerkend voor deze groep zijn bepaalde kenmerken in de structuur van het gebit, zoals de afwezigheid van de protoconide (een knobbeltje van de bovenmolaren). Aangezien de huidige Theria uit deze groep zijn geëvolueerd, is het parafyletisch, maar de groep wordt nog steeds gebruikt als een vormtaxon. Veel soorten zijn echter alleen bekend van de schaarse vondsten van tanden of kaken, wat een nauwkeurige systematische classificatie bemoeilijkt. Bekende vertegenwoordigers van de Eupantotheria zijn de Dryolestida, Vincelestes, Amphitherium en de Peramuridae.